# Ferran Toutain i Gibert
Ferran Toutain Gibert (Barcelona, 1956) és un escriptor, traductor i crític literari català. Col·laborador habitual en premsa, especialment en temes literaris, ha publicat articles i ressenyes de llibres al Diari de Barcelona (1987-90), on va ser coordinador del suplement «Lletres», i als diaris «Avui», «El País» i «El Periódico», entre altes publicacions. Va ser redactor en cap de la revista «Trípodos» i assessor lingüístic a Catalunya Ràdio i a Televisió de Catalunya.
Ha exercit la docència a la Facultat de Traducció i Interpretació de la Universitat Pompeu Fabra i, posteriorment, a la Facultat de Ciències de la Comunicació i Relacions Internacionals Blanquerna, de la Universitat Ramon Llull, com a professor d'humanitats. El 2005 va ser un dels impulsors del manifest que més tard donaria origen al partit polític Ciutadans - Partit de la Ciutadania.
És autor, en col·laboració amb Xavier Pericay, de Verinosa llengua (Empúries, 1986) i El malentès del noucentisme (Proa, 1996). Sol ha publicat Sobre l'escriptura (Facultat de Comunicació Blanquerna, 2000), un obra a mig camí del manual d'escriptura i el tractat de teoria literària, i Imitació de l'home (La Magrana, 2012), un assaig literari sobre la condició humana que va ser considerat per la crítica catalana entre els deu millors llibres de l'any 2012.
El 2004 va publicar una traducció al català d'El roig i el negre (Destino).

### Llibres
- Verinosa llengua, en col·laboració amb Xavier Pericay. Ed. Empúries. Barcelona, 1986 (4a edició 1988), ISBN 84-7596-076-6. Publicat com a contribució al II Congrés Internacional de la Llengua Catalana.
- El barco fantasma, en col·laboració amb altres autors. Llibres de l'Índex. Barcelona, 1992.
- El malentès del noucentisme. Tradició i plagi a la prosa catalana moderna, en col·laboració amb Xavier Pericay. Ed. Proa, Enciclopèdia Catalana. Barcelona, 1996.
- Sobre l'escriptura. Facultat de Comunicació Blanquerna. Papers d'estudi. Barcelona, 2000.
- Imitació de l'home. La Magrana. Barcelona, 2012.
- El que es diu i el que passa. Edició Digital. Punt de Llibre. Núvol, 2013.

### Traduccions
- Isaac Bashevis Singer, El Gòlem. Barcelona: Empúries, 1986.
- Christopher Hampton, Les amistats perilloses. (En col·laboració amb Joan Sellent). Obra estrenada al teatre Comtal de Barcelona sota la direcció de Pilar Miró (desembre de 1993).
- Willy Russell, Shirley Valentine. (En col·laboració amb Joan Sellent). Obra estrenada al Teatre Villarroel de Barcelona sota la direcció de Rosa Maria Sardà (març de 1994).
- Alan Ayckbourn, Portes comunicades. (En col·laboració amb Joan Sellent) Obra estrenada al Teatre Arnau de Barcelona (novembre de 1996).
- James Purdy, El papa llop i deu contes més. Barcelona: Proa, 1996.
- Ray Bradbury, Més ràpid que l'ull. Barcelona: Proa, 1996.
- Jonathan Swift, Viatge a Laputa. Barcelona: Columna, 1998.
- Roger Vitrac, Víctor o els nens al poder. (Teatre Lliure, 29-01-2002, direcció de Joan Ollé).
- Albert Camus, Els justos (Teatre Lliure, 6-03-2003, direcció de Sílvia Ferrando).
- Albert Camus, El malentès (Teatre Lliure, 23-03-2006, direcció de Joan Ollé).
- Eugène Ionesco, La cantant calba (Teatre Lliure, 14-12-2006, direcció de Joan Ollé).
- Witold Gombrowicz, Yvonne, princesa de Borgonya (en col·laboració amb Maga D. Mrugasiewicz, Teatre Lliure, 26-03-2008, direcció de Joan Ollé).
- Stendhal, El roig i el negre. Barcelona: Destino, 2008.
- Yukio Mishima, Nô (en col·laboració amb Koichi Sugihara, Mercat de les Flors, 27-06-2010, direcció de Joan Ollé).
- Samuel Beckett, Esperant Godot (Mercat de les Flors, 15-06-2011, direcció de Joan Ollé).